# Schistomysis parkeri
Schistomysis parkeri is een aasgarnalensoort uit de familie van de Mysidae. De wetenschappelijke naam van de soort is voor het eerst geldig gepubliceerd in 1892 door Norman.